# Wybory prezydenckie w Libanie w 1976 roku
Wybory prezydenckie w Libanie odbyły się 8 maja 1976 roku. Nowym prezydentem został Iljas Sarkis. Wyboru dokonał 99-osobowy parlament.